# Alessandro Puzar
Alessandro Puzar (né le 19 novembre 1968 à Ceva, dans la province de Coni, au Piémont) est un ancien double champion italien en Grand Prix moto-cross.

## Biographie
Alessandro Puzar a commencé sa carrière en Grand Prix motocross en 1988 sur une KTM. Il a été champion du monde 1990 dans la Fédération internationale de motocyclisme dans la catégorie 250 cm3 sur une Suzuki. En 1995 il remporte le championnat du monde motocross 125 cm3 sur une Honda. Avec Andrea Bartolini et Alessio Chiodi, Alessandro Puzar a été membre de l'équipe italienne gagnante dans le Motocross des nations 2002.

## Source de la traduction
- (en) Cet article est partiellement ou en totalité issu de l’article de Wikipédia en anglais intitulé « Alessandro Puzar » (voir la liste des auteurs).